# Baryscapus gaziantepensis
Baryscapus gaziantepensis är en stekelart som beskrevs av Miktat Doganlar 1993. Baryscapus gaziantepensis ingår i släktet Baryscapus och familjen finglanssteklar.
Artens utbredningsområde är Turkiet. Inga underarter finns listade.